# 向田邦子賞
向田邦子賞（むこうだ くにこ しょう）は、優れたテレビドラマの脚本作家に与えられる賞。主催は『週刊TVガイド』の東京ニュース通信社。
1981年8月22日に亡くなった脚本家で直木賞作家の向田邦子（代表作に『寺内貫太郎一家』『阿修羅のごとく』など）の業績を称え、1982年に制定された。
4月1日から翌年3月31日までに放送されたテレビドラマ作品（基本的にオリジナル脚本）をノミネートし、翌年4月中旬に選考委員会を開き、その年度の年間賞となる作品を選考する。
対象となる作品の脚本が優れているかが選考基準ではあるが、賞の授与対象はあくまでもその脚本を著した作家である。

## 受賞作品
- 第1回（1982年度） - 市川森一 『淋しいのはお前だけじゃない』（TBS）
- 第2回（1983年度） - 山田太一 『日本の面影』（NHK）
- 第3回（1984年度） - 池端俊策 『私を深く埋めて』（TBS）、『羽田浦地図』（NHK）、『危険な年ごろ』（日本テレビ）
- 第4回（1985年度） - 早坂暁 『花へんろ・風の昭和日記』（NHK）
- 第5回（1986年度） - 寺内小春 『麗子の足』（TBS）、『イキのいい奴』（NHK）
- 第6回（1987年度） - 田向正健 『橋の上においでよ』（NHK）
- 第7回（1988年度） - 黒土三男 『とんぼ』（TBS）、『うさぎの休日』（NHK）
- 第8回（1989年度） - 中島丈博 『恋愛模様』『海照らし』『幸福な市民』（いずれもNHK）
- 第9回（1990年度） - 山田信夫 『去っていく男』（フジテレビ）
- 第10回（1991年度） - 冨川元文 『二本の桜』（NHK）、『結婚しない女達のために』（日本テレビ）
- 第11回（1992年度） - 松原敏春 『家族日和'93』（テレビ朝日）
- 第12回（1993年度） - 岩間芳樹 『定年、長い余白』（TBS）
- 第13回（1994年度） - 鎌田敏夫 『29歳のクリスマス』（フジテレビ）
- 第14回（1995年度） - 筒井ともみ 『響子』（TBS）、『小石川の家』（テレビ東京）
- 第15回（1996年度） - 大石静 『ふたりっ子』（NHK）
- 第16回（1997年度） - 金子成人 『魚心あれば嫁心』（テレビ東京）、『終わりのない童話』（TBS）
- 第17回（1998年度） - 野沢尚 『結婚前夜』（NHK）、『眠れる森』（フジテレビ）
- 第18回（1999年度） - 北川悦吏子 『ビューティフルライフ』（TBS）
- 第19回（2000年度） - 大森寿美男 『泥棒家族』（日本テレビ）、『トトの世界』（NHK）
- 第20回（2001年度） - 岡田惠和 『ちゅらさん』（NHK）
- 第21回（2002年度） - 倉本聰 『北の国から2002遺言』（フジテレビ）
- 第22回（2003年度） - 木皿泉 『すいか』（日本テレビ）
- 第23回（2004年度） - 大森美香 『不機嫌なジーン』（フジテレビ）
- 第24回（2005年度） - 遊川和彦 『女王の教室』（日本テレビ）
- 第25回（2006年度） - 井上由美子 『マチベン』（NHK）
- 第26回（2007年度） - 坂元裕二 『わたしたちの教科書』（フジテレビ）
- 第27回（2008年度） - 古沢良太 『ゴンゾウ 伝説の刑事』（テレビ朝日）
- 第28回（2009年度） - 該当者なし
- 第29回（2010年度） - 宮藤官九郎 『うぬぼれ刑事』（TBS）
- 第30回（2011年度） - 岩井秀人 『生むと生まれる それからのこと』（NHK）
- 第31回（2012年度） - 中園ミホ 『はつ恋』（NHK）、『Doctor-X 外科医・大門未知子』（テレビ朝日）
- 第32回（2013年度） - 森下佳子 『ごちそうさん』（NHK）[1]
- 第33回（2014年度） - 前田司郎 『徒歩7分』（NHK）
- 第34回（2015年度） - 藤本有紀『ちかえもん』（NHK）
- 第35回（2016年度） - 矢島弘一『毒島ゆり子のせきらら日記』（TBS）
- 第36回（2017年度） - バカリズム『架空OL日記』（読売テレビ）[2]
- 第37回（2018年度） - 野木亜紀子『獣になれない私たち』（日本テレビ）[3]
- 第38回（2019年度） - 金子茂樹『俺の話は長い』（日本テレビ）[4]
- 第39回（2020年度） - 橋部敦子『モコミ〜彼女ちょっとヘンだけど〜』（テレビ朝日）[5]
- 第40回（2021年度） - 吉田恵里香『恋せぬふたり』（NHK）[6]
- 第41回（2022年度） - 三谷幸喜『鎌倉殿の13人』（NHK）[7]
- 第42回（2023年度） - 源孝志『グレースの履歴』（NHK BSプレミアム）[8]
- 第43回（2024年度） - 兵藤るり『マイダイアリー』（テレビ朝日）[9]

## 選考委員
※過去を含む。
- 内村直也
- 佐怒賀三夫
- 大森幸男
- 和田勉
- 大山勝美
- 久世光彦
- 早坂暁
- 山田太一
- 市川森一
- 池端俊策
- 筒井ともみ
- 冨川元文
- 大石静
- 岡田惠和
- 井上由美子
- 坂元裕二
- 大森寿美男
- 大森美香

## 原作付きの受賞作
先述の通り原則としてオリジナル脚本がノミネート対象となるが、原作付きの受賞作が皆無というわけではない。原作付きの受賞作としては、第5回の『イキのいい奴』（師岡幸夫のエッセイ『神田鶴八鮨ばなし』が原作）、第9回の『去っていく男』（内海隆一郎の同名短編小説が原作）、第14回の『小石川の家』（青木玉の同名随筆が原作で、幸田文の随筆『父』『みそっかす』のエピソードも混ぜている）、第19回の『トトの世界』（さそうあきらの同名漫画が原作）、第36回の『架空OL日記』（受賞者のバカリズム本人が執筆した同名書籍が原作）、第42回の『グレースの履歴』(受賞者の源孝志本人が執筆した同名書籍が原作)
がある。また、第14回の『響子』及び第16回の『終わりのない童話』は、向田邦子の小説が原案となっている。